# 蓮華院 (徳川家康側室)
蓮華院（れんげいん、天正14年（1586年） - 正保4年9月11日（1647年10月8日））は、安土桃山時代から江戸時代初期にかけての女性。徳川家康の側室。後に下野国小山藩主・本多正純の継室。名は梅（お梅の方）。父は豊臣秀吉の従弟・豊臣一門で、家臣である青木紀伊守一矩。家康の外祖母である華陽院は叔母にあたる。

## 生涯
天正14年（1586年）、豊臣家家臣である青木一矩の娘として生まれる。
慶長5年（1600年）、徳川家康の外祖母にあたる華陽院の縁戚であったことから、華陽院の姪という名目で15歳で奥勤めとなり、当時すでに59歳と高齢である家康の側室とされる。慶長13年（1608年）以降に毛利秀就が家康の側室へ進上品を献上した一覧には「御うめ様（蓮華院）」「御まん様（養珠院）」「御かち様（英勝院）」（各10枚）とあり、家康の側室内でも一定の地位にあった。
後に下野国小山藩主・本多正純の継室となる。元和8年（1622年）に夫・正純が宇都宮釣天井事件により出羽国横手にて幽閉の身となった際に、駿河に退在後、梅は袋中上人のもとで尼となり、梅香禅尼となり、京都に数年逗留の後、寛永4年（1627）梅香寺に来寺。正保4年（1647）に没するまで過ごす。
正保4年（1647年）9月11日、伊勢国山田（現在の伊勢市山田）にて没する。享年62。戒名は蓮華院殿窓譽梅香禅尼。墓所は同地にある梅香寺。同寺は梅香尼の檀那たる因縁により、蓮華院梅香寺と号している。

## 登場作品
- 諸田玲子『梅もどき』